# Checco Costa
Francesco Maria Costa, detto Checco (Imola, 7 aprile 1911 – Imola, 30 luglio 1988), è stato un dirigente sportivo italiano, protagonista del motociclismo agonistico moderno.

## Biografia
Laureato in agraria, coltivò fin da giovane la passione per i motori.
Nel 1936, venticinquenne, divenne segretario generale del Moto Club imolese. L'anno seguente fu responsabile dell'organizzazione della terza edizione della competizione motoristica fuoristrada (l'odierno motocross) cittadina. La gara si disputò, come le due precedenti, all'interno del parco delle Acque Minerali (18 aprile 1937). L'entrata in guerra dell'Italia nel secondo conflitto mondiale impedì l'organizzazione di altre competizioni.
Costa, dottore in agraria, lavorò presso l'azienda agraria dell'«Amministrazione degli ospedali e istituzioni riunite d'Imola» (ente comunale di assistenza), con la responsabilità della "Tenuta San Prospero", circa 350 ettari e oltre venti unità poderali, quasi tutte a conduzione diretta. Nel 1946 fu eletto presidente del Moto Club imolese. Si dedicò subito a far rinascere le competizioni motoristiche organizzando corse di velocità sulle strade cittadine, le uniche pavimentate all'epoca. Il primo circuito cittadino di Imola correva lungo i seguenti tratti di strada: viale De Amicis (direzione Faenza), Selice, Mentana, Andrea Costa, Marconi, Pambera e Carducci. La prima gara, denominata «GP Città di Imola», si svolse il 21 luglio 1946. Ma Costa desiderava anche rinverdire i fasti delle gare fuoristrada, rinnovandoli con una nuova formula. Nel 1948 ebbe inizio la lunga serie di manifestazioni imolesi per motociclette fuoristrada. Il 13 maggio si tenne ad Imola il I Gran Premio internazionale di motocross, il primo in assoluto disputatosi in Italia. Il circuito si sviluppava nel parco delle Acque Minerali (comprendente il monte Castellaccio). 
Un altro obiettivo primario di Costa era la costruzione di un motodromo permanente. Quando seppe che un gruppo di concittadini aveva ideato un circuito sulle prime colline imolesi, si buttò con entusiasmo nel progetto. Curò personalmente il disegno delle curve e del loro raggio e ottenne la consulenza dell'Istituto Sperimentale Stradale del Touring Club per i lavori di pavimentazione.
Riuscì a portare a termine il progetto dell'«auto-motodromo» (così lo chiamò) in pochi anni: nel 1950 fu posata la prima pietra; il 18-19 ottobre 1952 fu eseguito il primo collaudo tecnico.
Costa organizzò la gara inaugurale del circuito, che si tenne il 25 aprile 1953. I primi vincitori furono Emilio Mendogni, Enrico Lorenzetti e Alfredo Milani, rispettivamente nelle classi 125, 250 e 500, su Moto Morini, Moto Guzzi e Gilera. Il successo della manifestazione aumentò la popolarità del Moto Club: nel 1953 contò 3.788 soci, di cui 817 tra donne e giovani. 

Checco Costa ed Enzo Ferrari

L'anno seguente, Costa inventò la Coppa d'Oro Shell, gara unica da disputarsi il 25 aprile di ogni anno (o nella sua imminenza). La gara era ad invito. Costa fissò un montepremi di 12 milioni di lire, superiore a quello di qualsiasi altra corsa che si disputava all'epoca in Italia. Non fu previsto invece alcun ingaggio ai piloti. Eliminando i premi d’ingaggio e costituendo un montepremi così riccamente dotato, Costa volle fare in modo che ogni concorrente si impegnasse al massimo delle sue possibilità; mentre il premio d’ingaggio, già intascato, avrebbe potuto indurre i piloti a non impegnarsi a fondo. L’innovazione  risultò, al contempo, semplice, intelligente e di alto valore sportivo.

Dal 1954 la Coppa d'Oro Shell fu disputata ininterrottamente per vent'anni, fino al 1973. Negli anni seguenti Checco Costa diede vita a una serie imponente e, per certi versi, irripetibile di competizioni sportive motoristiche: 20 «Coppe d'oro», 13 edizioni della 200 Miglia e 9 prove del Campionato mondiale di motociclismo (1957-1965) e quasi un centinaio di altre gare motoristiche. Nel motocross: 9 prove del Campionati del mondo (1957-1965), 5 Campionati europei di motocross e altrettante prove del Campionato nazionale. I suoi due figli hanno assorbito la passione per i motori che ha sprigionato. Il primogenito, Carlo, è stato per tanti anni lo speaker ufficiale dell'autodromo; Claudio Costa è il notissimo “medico dei piloti”, ideatore e direttore della clinica mobile.
All'inizio di ogni anno Francesco Costa teneva una conferenza stampa di presentazione. Davanti ai giornalisti della stampa specializzata annunciava il programma di gare e li informava sulle novità e sulle proposte per promuovere il circuito. Costa sapeva che in Italia il primato tra i circuiti era saldamente in mano a Monza (che ospitava sia la Formula 1 che il motomondiale), ma riuscì egualmente a portare ad Imola i migliori piloti del mondo, ottenendo spesso un successo di pubblico superiore a quello delle gare iridate. Nel 1955 iniziò la collaborazione con Ezio Pirazzini, giornalista sportivo che fu per anni «addetto stampa e propaganda« del Moto club imolese.
Costa si teneva costantemente informato su quello che succedeva oltreoceano. Scoprì così le superbike: motociclette derivate dalle moto di serie, ma dotate di un'enorme potenza. Grazie alle informazioni raccolte sulla famosa “200 Miglia di Daytona”, si mise subito al lavoro per crearne la versione europea. In più ebbe l'idea di organizzare un confronto tra europei ed americani. I piloti americani vivevano in uno “splendido isolamento” e non avevano alcun contatto con il mondo motoristico europeo. Non amando l'aereo, incontrò i piloti americani durante una loro tappa europea e riuscì ad avviare i primi contatti. Costa ebbe il merito convincere i massimi piloti americani ed europei a confrontarsi tra loro. Nacque così la 200 Miglia di Imola, manifestazione che riunì il meglio del motorismo mondiale.

Primi anni 70: Checco Costa dà il benvenuto a William France, amministratore delegato della Daytona 200, giunto ad Imola per assistere alla 200 Miglia

La prima edizione si tenne il 23 aprile 1972. Il primo vincitore fu Paul Smart su Ducati. Lo stesso Checco Costa volle per questa importantissima manifestazione un'assistenza medica adeguata e all'avanguardia rispetto a tutte le organizzazioni precedenti nazionali e internazionali. Affidò l'impegnativo compito al figlio Claudio Costa, laureato in medicina nel 1967, che nell'occasione esordì come medico dei piloti. Claudio fu coadiuvato dai dottori Giancarlo Caroli, rianimatore dell'Istituto Rizzoli di Bologna, e Giuseppe Russo.
La competizione riscosse subito un grande successo e divenne in pochi anni un appuntamento obbligato per tutti i piloti dell'epoca. Il pubblico partecipò in massa: diverse edizioni registrarono oltre 150.000 presenze.
La passione inesauribile di Checco Costa lo portò a ideare, nel 1978, la Coppa delle Nazioni a squadre. È una gara a squadre nazionali, alla quale partecipano, con tutti i loro migliori piloti, Italia, Inghilterra, Francia, Stati Uniti e altri piloti riuniti sotto il nome di «Resto del mondo». In pratica una competizione fatta di scontri diretti: USA-Gran Bretagna, Italia-Resto del Mondo, eccetera. I piloti più forti di ciascun Paese sono chiamati a correre non solo l'uno contro l'altro ma a battere quelli della nazione avversaria. Ogni nazionale è composta da sette piloti (più una riserva). Ogni gara dura sei giri. Il punteggio è calcolato in base all'ordine d'arrivo. La competizione fu ripetuta l'anno seguente, poi gli altissimi costi di gestione sancirono la sua fine.
Checco Costa morì il 30 luglio 1988 in un incidente stradale: fu investito mentre girava in bicicletta.
Nel 2013 l'archivio del Motoclub Santerno, insieme con la documentazione personale di Checco Costa, sono stati donati alla città di Imola.

## Corse organizzate da Checco Costa

Autodromo di Imola, Coppa d'Oro di motociclismo. Partenza della gara delle 500 cc. (aprile 1957).

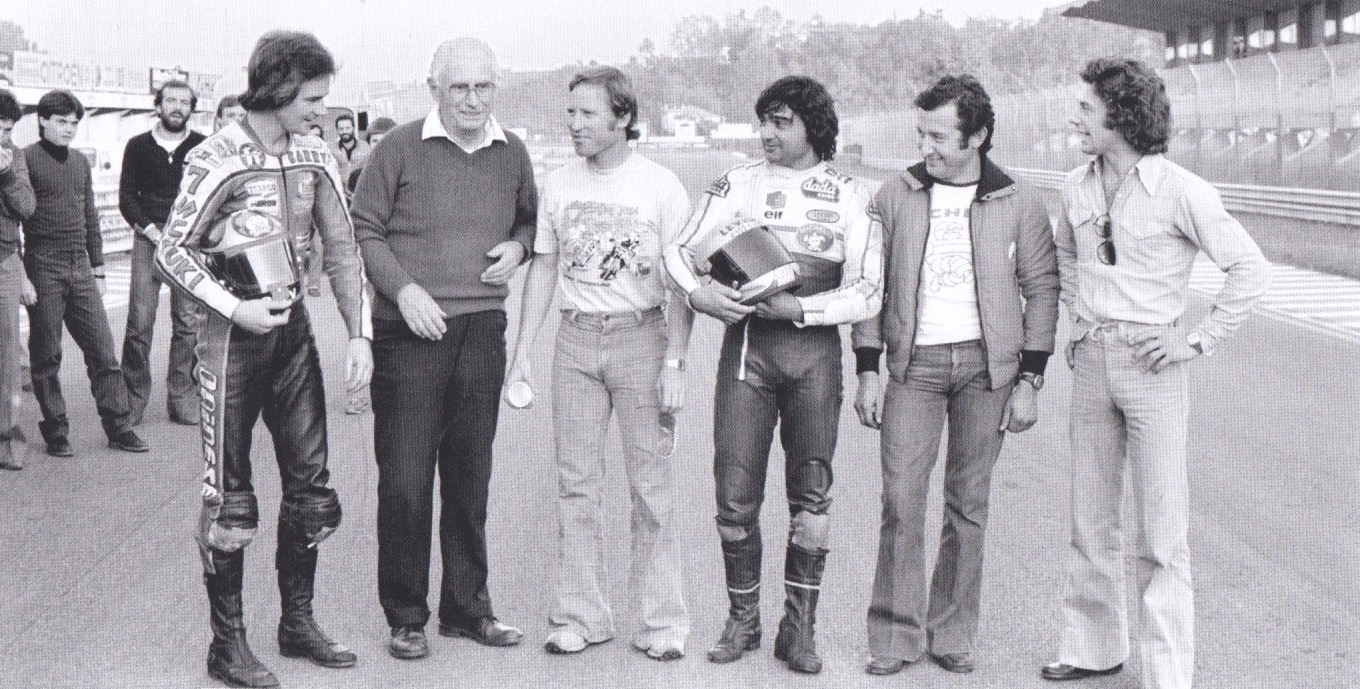
Checco Costa con i «capitani» delle cinque formazioni che disputano la finale della prima edizione della Coppa AGV delle Nazioni (da sinistra a destra): Barry Sheene (Gran Bretagna), Kenny Roberts (Stati Uniti), Michel Rougerie (Francia), Walter Villa (Italia) e Johnny Cecotto (Resto del mondo). Autodromo di Imola, 8 ottobre 1978.

Come presidente del Moto Club Imola, Checco Costa organizzò le prime gare di motocross moderno in Italia: nel periodo 1948-1965 Costa organizzò: 5 prove del Campionato europeo e altrettante del Campionato nazionale e 9 prove del Campionato mondiale (1957-1965). Tutte le competizioni si svolsero all'Autodromo di Imola.
| CAMPIONATO MONDIALE MOTOCROSS | CAMPIONATO MONDIALE MOTOCROSS | CAMPIONATO MONDIALE MOTOCROSS |
| Anno                          | Gran Premio                   | Vincitore classe 500          |
| ----------------------------- | ----------------------------- | ----------------------------- |
| 9 giugno 1957                 | Gran Premio d'Italia          | Bill Nilsson (Crescente-AJS)  |
| 22 giugno 1958                | Gran Premio d'Italia          | Sten Lundin (Monark)          |
| 14 giugno 1959                | Gran Premio d'Italia          | Sten Lundin (Monark)          |
| 12 giugno 1960                | Gran Premio d'Italia          | Sten Lundin (Monark)          |
| 11 giugno 1961                | Gran Premio d'Italia          | Bill Nilsson (Husqvarna)      |
| 10 giugno 1962                | Gran Premio d'Italia          | Rolf Tibblin (Husqvarna)      |
| 9 giugno 1963                 | Gran Premio d'Italia          | Rolf Tibblin (Husqvarna)      |
| 31 maggio 1964                | Gran Premio d'Italia          | [ 10 ]                        |
| 11 giugno 1965                | Gran Premio d'Italia          | Rolf Tibblin                  |

| COPPA D'ORO SHELL | COPPA D'ORO SHELL | COPPA D'ORO SHELL    | COPPA D'ORO SHELL |
| Edizione          | Data              | Vincitore classe 500 | Casa              |
| ----------------- | ----------------- | -------------------- | ----------------- |
| I                 | 25 aprile 1954    | Umberto Masetti      | Gilera            |
| II                | 11 aprile 1955    | Libero Liberati      | Gilera            |
| III               | 2 aprile 1956     | Dickie Dale          | Moto Guzzi        |
| IV                | 22 aprile 1957    | Dickie Dale          | Moto Guzzi        |
| V                 | 7 aprile 1958     | John Surtees         | MV Agusta         |
| VI                | 12 aprile 1959    | John Surtees         | MV Agusta         |
| VII               | 25 aprile 1960    | John Surtees         | MV Agusta         |
| VIII              | 15 aprile 1961    | Gary Hocking         | MV privata        |
| IX                | 25 aprile 1962    | Gary Hocking         | MV privata        |
| X                 | 25 aprile 1963    | Derek Minter         | Gilera            |
| XI                | 19 aprile 1964    | Benedicto Caldarella | Gilera            |
| XII               | 18 aprile 1965    | Mike Hailwood        | MV Agusta         |
| XIII              | 17 aprile 1966    | Giacomo Agostini     | MV Agusta         |
| XIV               | 23 aprile 1967    | Giacomo Agostini     | MV Agusta         |
| XV                | 15 aprile 1968    | Mike Hailwood        | Honda             |
| XVI               | 7 aprile 1969     | Giacomo Agostini     | MV Agusta         |
| XVII              | 20 settembre 1970 | Giacomo Agostini     | MV Agusta         |
| XVIII             | 12 aprile 1971    | Giacomo Agostini     | MV Agusta         |
| XIX               | 3 settembre 1972  | Giacomo Agostini     | MV Agusta         |
| XX                | 30 settembre 1973 | [ 11 ]               |                   |

| CAMPIONATO MONDIALE VELOCITÀ | CAMPIONATO MONDIALE VELOCITÀ |
| Anno                         | Gran Premio                  |
| ---------------------------- | ---------------------------- |
| 1969                         | Gran Premio delle Nazioni    |
| 1972                         | Gran Premio delle Nazioni    |
| 1974                         | Gran Premio delle Nazioni    |
| 1975                         | Gran Premio delle Nazioni    |

| 200 MIGLIA DI IMOLA       | 200 MIGLIA DI IMOLA | 200 MIGLIA DI IMOLA | 200 MIGLIA DI IMOLA |
| Anno                      | Gran Premio         | Vincitore           | Casa                |
| ------------------------- | ------------------- | ------------------- | ------------------- |
| Vedi: 200 Miglia di Imola |                     |                     |                     |

| COPPA AGV DELLE NAZIONI | COPPA AGV DELLE NAZIONI | COPPA AGV DELLE NAZIONI | COPPA AGV DELLE NAZIONI |
| Edizione                | Data                    | Vincitore               |                         |
| ----------------------- | ----------------------- | ----------------------- | ----------------------- |
| I                       | 7-8 ottobre 1978        | Stati Uniti             |                         |
| II                      | 6-7 ottobre 1979        | Resto del Mondo         |                         |